# 上杉持朝
上杉持朝（1416年－1467年10月4日）是室町時代中期武將、守護大名。相模守護。扇谷上杉家當主。上杉氏定次男，持定之弟。子女有顯房、三浦高救、定正、朝昌、上杉憲忠正室、吉良成高正室。幼名是竹壽丸。官位是彈正少弼、修理大夫。

## 生平
上杉禪秀之亂中父親氏定戰死，繼承者‧兄長持定亦隨後死亡，於是受從弟‧小山田上杉家的上杉定賴的輔助，形式上繼承家督。在史料上第一次出現是在永享5年（1433年），扇谷上杉家領内的武藏國久良岐郡的德恩寺本地堂上的棟札（被記作「藤原朝臣持朝」），因為當時元服和已經17歳。扇谷上杉家當主是用通字「定」與鐮倉公方（當時的公方是足利持氏）名字的其中一字來作為實名，但是因為兄長持定已經用了這個方法來作名，因而以祖先上杉朝定的「朝」字來代替通字「定」字，於是改名為「持朝」。
在永享11年（1439年）的永享之亂中，跟從關東管領上杉憲實討伐鐮倉公方足利持氏而立下功績。翌年的結城合戰亦作為幕府軍的副將而立下武功。結城合戰後，上杉憲實表明隱退，後繼者指名是弟弟清方，室町幕府一方面對清方的力量不足而感到不安並遊說憲實復歸，另一方面則期待持朝輔助清方。永享之亂後，持朝被任命為修理大夫（『薩戒記目錄』、永享11年12月4日條），結城合戰後直到在文安4年（1447年）為止被任命為相模守護。再加上清方突然死去，憲實之子上杉憲忠就任關東管領，因為女兒嫁給憲忠的關係，持朝被認為成為了家中實力者。
文安6年（1449年），持氏之子足利成氏復歸成為鐮倉公方。因為曾經攻滅持氏，持朝把家督之位讓了嫡男顯房後出家，號道朝。
享德3年（1454年），關東管領持朝的女婿上杉憲忠被成氏暗殺（享德之亂），持朝擁立憲忠之弟房顯為新的關東管領，自身則在背後握有實權（康正元年（1455年），在分倍河原之戰中顯房戰死，以後持朝再次以當主身份活動）。因此與成氏變成敵對關係，為了對抗成氏，於長祿元年（1457年）命令家宰太田道真・道灌父子築起河越城、江戶城、岩槻城三城，自身以河越城為居城，以此進行武藏的分國化（現今的主流是岩槻城為成氏方的成田正等所築）。
接著的寬正元年（1462年），今次是因為爭奪兵糧料所的設置而與堀越公方的足利政知成敵對關係，為此持朝受到支援政知的第8代將軍足利義政的質問。結果，為了代替持朝負擔起責任，大森氏賴、三浦時高、千葉實胤3名重臣引退，持朝的勢力被大大減弱（起因是政知的執事澁川義鏡的讒言）。
以此為契機，持朝與成氏和睦並與政知鬥爭，但是和議沒有結果，於應仁元年（1467年）9月6日死去。享年52歳。法號是廣感院道朝。
後來由顯房的遺兒、持朝的孫子政真繼承，但是政真在文明5年（1473年）的武藏五十子之戰中戰死，之後由持朝三男、顯房之弟定正繼承。而次男高救和高救嫡男義同成為相模三浦氏的三浦時高的養子。
持朝的存在和行動一方面建起扇谷上杉家興隆的基礎，但說不定這就是關東地方因為複雜的權力鬥爭而陷入混亂的原因。